# Route des Conquérants
La route N-810, connue sous le nom de Route des Conquérants, est une route secondaire québécoise, située sur le territoire d'Eeyou Istchee Baie-James, dans le Nord-du-Québec. Elle dessert les secteurs Villebois, Selbaie et Joutel, et est sous la responsabilité de la Société de développement de la Baie-James.

## Historique
Le projet de construction de cette route voit le jour en 1969. Des informations filtrent à l'époque, que le gouvernement du Québec souhaite développer les ressources hydro-électriques du Nord-du-Québec, dans les secteurs des rivières Rupert, Broadback et Nottaway. Un regroupement de citoyens de La Sarre, qui souhaitent bénéficier des développements des projets hydro-électriques à venir, lancent le projet de la construction d'une route reliant La Sarre à Rupert House (Waskaganish). Ils considèrent aussi que la construction d'une route vers la baie James serait bénéfique aux développement économiques des villages de Villebois, Beaucanton et Val-Paradis, ainsi qu'à d'éventuels projets miniers.
Le groupe citoyen, composé de leaders des chambres de commerce d'Amos, Matagami et de La Sarre prend le nom d'Ordre des Conquérants du Nord,. Convaincus qu'ils ne peuvent attendre l'initiative du gouvernement provincial, l'Ordre entreprend une campagne de sollicitation afin de lancer la construction de la route. Un radiothon permet notamment d'amasser 400 000$ en dons pour le projet. La machinerie est prêtée gratuitement par les entrepreneurs locaux et la construction s'organise bénévolement. En mars 1970, la route d'hiver entre Villebois et Rupert House est achevée. Les travaux de construction de la route carrossable durent 5 ans et aménagent 135 miles, ou près de 215 kilomètres. La route permanente n'est toutefois jamais achevée. Le projet est abandonné alors qu'il ne reste qu'environ 15 miles à construire pour atteindre Rupert House.
La mort du projet coïncide avec la création d'une autre route d'accès vers le Nord, la route de la Baie-James (aujourd'hui route Billy-Diamond), entre Matagami et Radisson, au cours de la phase 1 des Grands projets hydro-électriques de la Baie-James.
La fondation de l'Ordre des Conquérants témoigne d'un contexte particulier en Abitibi-Témiscamingue. Au cours des années 1960, plusieurs comités et projets de développement régional voient le jour, afin de prendre en main et structurer  développement économique et politique du Nord. Parmi eux, le mouvement Onzième province et l'Opération Gaspart.
La construction de la route a toutefois permis l'accès au territoire pour les industries forestières et minières, notamment la mine Selbaie près de Joutel et la mine Casa Berardi, au nord de Villebois.

## Toponymie
L'appellation Route des Conquérants évoque les habitants ayant défriché et construit les routes de ce secteur.

## Attraits
- La porte de la Baie-James, inaugurée en 1978, située à Villebois[5],[3] ;
- Joutel, ville fantôme.

## Archives
Les archives de l'Ordre des Conquérants du Nord, ainsi que d'un de ses fondateurs, Dominique Godbout, sont conservées à la Société d'histoire et de Patrimoine de la région de La Sarre, à La Sarre. 

## Filmographie
- 1980 : Gens d'Abitibi. Documentaire, 1h46 minutes. Pierre Perreault, ONF[7].